# Дом с голубями
«Дом с голубями» (15-й лот «Зиларта», почтовый адрес — улица Архитектора Щусева, 4 корпус 2) — жилой квартал в Даниловском районе Москвы, построенный в 2019—2023 годы, местная достропримечательность. Квартал, обрамлённый улицами Архитектора Щусева, Татлина, Лентулова и Архитектора Голосова, образуют шестнадцатиэтажная башня («дом-клетка») и пятисекционный восьмиэтажный, Г-образный в плане «дом-птица». В квартале 335 квартир площадью около 32 тысяч квадратных метров. На карнизе кровли «дома-птицы» установлены 23 крупноформатные скульптуры голубей по эскизам А. С. Бродского, а на козырьках подъездов — десять меньших скультур.
По заявлению организаторов строительства, идея «Зиларта» была «в том, чтобы собрать на одной площадке ведущих архитекторов и дать им максимальную творческую свободу». Проектирование 15-го лота было поручено бюро «Меганом». Художественное решение меньшего по высоте «дома-птицы» «Меганом» поручил Бродскому, а башни — А. А. Козырю. Проект был оглашён осенью 2019 года и уже тогда был известен как «дом с голубями».
Характерные, не повторяющиеся более в «Зиларте» фасады «дома-птицы» используют широкие карнизы, французские окна и выступающие из плоскости стены ряды кладки из клинкерного кирпича. Скульптуры птиц в колпаках (личная «подпись» Бродского, восходящая к его графике прошлого века) изготовлены из стеклофибробетона. При высоте 185 см и длине от носа до хвоста 156 см каждая из них весит около 200 кг, заявленный срок службы — 50 лет. Бродский объяснял своё пристрастие к голубям тем, что «голубь — не только птица, но также объект городского дизайна, такой, как урна, скамейка, фонарь, мусорный бак, троллейбусная остановка … он сидит в луже у Большого театра, на карнизе средней школы, на голове Карла Маркса, и много где ещё … чудесный голубь чувствует свою ответственность перед городом, и потому не может улететь». А. А. Козырь проектировал свой корпус-башню как антитезу «дому-птице»: «Его <Бродского> корпус получился воздушным, легким, со скульптурами голубей. Мой дом его уравновешивает: рельефная башня с выразительным рисунком задумана как своеобразная клетка для птиц Бродского».